# Estación Central
Estación Central (svenska: "Centralstationen") är en kommun i provinsen Santiago, Chile. Namnet kommer från centralstation Estación Central som ligger i kommunen.